# HRNK Zmaj Makarska
Hrvatski radnički nogometni klub Zmaj hrvatski je nogometni klub iz Makarske. Trenutačno se natječe u 3. NL – Jug.

## Povijest
Klub je osnovan 1921. godine kao Radnički nogometni klub Zmaj. Prvi predsjednik kluba bio je Tonči Vuzio. 
Klupske boje 1932. bile su crvena i zelena.
Od godine 1993. do 1996. klub je nosio sponzorsko ime NK Zmaj-Euroherc, a nešto kasnije mijenja ime u HNK Zmaj. U veljači 2015. vraćaju prefiks "radnički" u naziv kluba. Klupska skupština je 6. prosinca 2017. dodala prefiks "hrvatski" u naziv kluba i od tada se klub zove HRNK Zmaj.
Zmaj postaje član splitskoga podsaveza već 1922. godine. Godine 1949. osvaja kup Dalmacije. Tri puta je bio prvak splitskoga podsaveza. U sezoni 1954./55. sudjeluje u kvalifikacijama za ulazak u 2. ligu, ali ne uspijeva. U sezoni 1968./69. klub ostvaruje najveći uspjeh igranjem u tadašnjoj 2. saveznoj ligi – Jug, no uspijeva odigrati samo jednu sezonu.
Od 1979. godine Zmaj je bio sudionik jedinstvene dalmatinske lige u kojoj se natječe dugi niz godina. Od neovisnosti Hrvatske Zmaj je uglavnom bio član 2. HNL i 3. HNL, a u sezoni 2003./04. čak i 1. ŽNL Splitsko-dalmatinske.
10. travnja 2019. kadeti Zmaja postigli su veliki uspjeh. Plasirali su se u polufinale Hrvatskog kupa.

## Stadion
Stadion na kojem nastupa RNK Zmaj zove se Gradski sportski centar, izgrađen 1960. godine, a dograđen s tribinama i podtribinskim prostorom za potrebe Mediteranskih igara u Splitu 1979. Kapacitet stadiona je oko 3000 gledatelja.

## Nastupi u završnicama kupa

### Kup maršala Tita
1948.
- 1. pretkolo: NK Zmaj Makarska – NK Cement Solin 4:0
- 2. pretkolo: NK Zmaj Makarska – NK Metalac Zagreb 0:4

1951.
- pretkolo: FK Velež Mostar – NK Zmaj Makarska 3:0

## Poznati igrači ponikli Zmaju
- Alen Bokšić, bivši hrvatski reprezentativac
- Mario Carević, bivši hrvatski reprezentativac